# Abu Dhabi Desert Challenge
L'Abu Dhabi Desert Challenge, (anciennement UAE Desert Challenge), est une épreuve de rallye-raid (cross-country) fondée en 1991, organisée par l'Automobile & Touring Club of the United Arab Emirates (ATCUAE), dirigé par le fondateur de l'événement Mohammed Ben Sulayem, et comptabilisée pour le Championnat du monde de rallye-raid.

## Histoire
Il est cofondé et coorganisé par Mohammed Ben Sulayem, Président de la FIA.
Stéphane Peterhansel l'a remporté neuf fois (auto et moto), Jean-Louis Schlesser à sept reprises, Marc Coma huit fois.

## Palmarès
| Année | Pilotes                                              | Copilotes                                            | Voitures                                             | Motards                                              | Motos                                                |
| ----- | ---------------------------------------------------- | ---------------------------------------------------- | ---------------------------------------------------- | ---------------------------------------------------- | ---------------------------------------------------- |
| 1991  | Mohammed Mattar                                      | Hasan Ali Ben Shahdoor                               | Land Rover Defender 110                              | N/A                                                  | N/A                                                  |
| 1992  | Mohammed Mattar                                      | Hasan Ali Ben Shahdoor                               | Land Rover Defender 110                              | N/A                                                  | N/A                                                  |
| 1993  | Saeed Al-Hajri                                       | Henri Magne                                          | Mitsubishi Pajero                                    | N/A                                                  | N/A                                                  |
| 1994  | Jean-Louis Schlesser                                 | N/A                                                  | Schlesser Original                                   | N/A                                                  | N/A                                                  |
| 1995  | Jean-Louis Schlesser                                 | N/A                                                  | Schlesser Original                                   | Heinz Kinigadner                                     | KTM LC4                                              |
| 1996  | Bruno Saby                                           | Dominique Serieys                                    | Mitsubishi Pajero                                    | Stéphane Peterhansel                                 | Yamaha M3                                            |
| 1997  | Ari Vatanen                                          | Fred Gallagher                                       | Citroën Rally Raid                                   | Stéphane Peterhansel                                 | Yamaha M3                                            |
| 1998  | Jean-Louis Schlesser                                 | Gilles Picard                                        | Mitsubishi Pajero                                    | Heinz Kinigadner                                     | KTM LC4 660                                          |
| 1999  | Jean-Louis Schlesser                                 | Henri Magne                                          | Schlesser Renault                                    | Fabrizio Meoni                                       | KTM 660                                              |
| 2000  | Jean-Louis Schlesser                                 | Jean-Marie Lurquin                                   | Schlesser Renault                                    | Jimmy Lewis                                          | BMW 900 RR                                           |
| 2001  | Jean-Louis Schlesser                                 | Henri Magne                                          | Schlesser Mégane                                     | Cyril Despres                                        | KTM 660                                              |
| 2002  | Stéphane Peterhansel                                 | Jean-Paul Cottret                                    | Mitsubishi Pajero                                    | Cyril Despres                                        | KTM 660                                              |
| 2003  | Stéphane Peterhansel                                 | Jean-Paul Cottret                                    | Mitsubishi Pajero                                    | Cyril Despres                                        | KTM 660                                              |
| 2004  | Hiroshi Masuoka                                      | Andreas Schulz                                       | Mitsubishi Pajero                                    | Isidre Esteve Pujol                                  | KTM 660                                              |
| 2005  | Stéphane Peterhansel                                 | Jean-Paul Cottret                                    | Mitsubishi Lancer Evo                                | Cyril Despres                                        | KTM 660                                              |
| 2006  | Luc Alphand                                          | Gilles Picard                                        | Mitsubishi Lancer Evo                                | Marc Coma                                            | KTM 660                                              |
| 2007  | Stéphane Peterhansel                                 | Jean-Paul Cottret                                    | Mitsubishi Lancer Evo                                | Marc Coma                                            | KTM 660                                              |
| 2008  | Nasser al-Attiyah                                    | Tina Thörner                                         | BMW X3                                               | Cyril Despres                                        | KTM 690                                              |
| 2009  | Guerlain Chicherit                                   | Tina Thörner                                         | BMW X3                                               | Marc Coma                                            | KTM 690                                              |
| 2010  | Leonid Novitskiy                                     | Andreas Schulz                                       | BMW X3                                               | Marc Coma                                            | KTM 690 Enduro Rally                                 |
| 2011  | Stéphane Peterhansel                                 | Jean-Paul Cottret                                    | Mini All 4 Racing                                    | Marc Coma                                            | KTM 450 Rally (en)                                   |
| 2012  | Jean-Louis Schlesser                                 | Konstantin Zhiltsov                                  | Schlesser Buggy                                      | Marc Coma                                            | KTM 450 Rally                                        |
| 2013  | Nani Roma                                            | Michel Périn                                         | Mini All 4 Racing                                    | Marc Coma                                            | KTM 450 Rally                                        |
| 2014  | Vladimir Vasilyev                                    | Konstantin Zhiltsov                                  | Mini All4 Racing X-Raid                              | Paulo Gonçalves                                      | Honda                                                |
| 2015  | Vladimir Vasilyev                                    | Konstantin Zhiltsov                                  | Mini All4 Racing X-Raid                              | Marc Coma                                            | Red Bull KTM Rally Factory                           |
| 2016  | Nasser al-Attiyah                                    | Mathieu Baumel                                       | Toyota Hilux Overdrive                               | Toby Price                                           | Red Bull KTM 450 Rally                               |
| 2017  | Sh. Khalid Al Qassimi                                | Khalid Al-Kendi                                      | Peugeot 3008 DKR                                     | Sam Sunderland                                       | Red Bull KTM 450 Rally                               |
| 2018  | Martin Prokop                                        | David Pabiška                                        | Ford F-150 Evo                                       | Pablo Quintanilla                                    | Husqvarna 450 Rally                                  |
| 2019  | Stéphane Peterhansel                                 | Andrea Peterhansel                                   | Mini John Cooper Works Rally                         | Sam Sunderland                                       | KTM 450 Rally Factory                                |
| 2020  | Édition annulée en raison de la pandémie de Covid-19 | Édition annulée en raison de la pandémie de Covid-19 | Édition annulée en raison de la pandémie de Covid-19 | Édition annulée en raison de la pandémie de Covid-19 | Édition annulée en raison de la pandémie de Covid-19 |
| 2021  | Nasser al-Attiyah                                    | Mathieu Baumel                                       | Toyota Hilux Overdrive                               | Matthias Walkner                                     | KTM 450 Rally Factory                                |
| 2022  | Stéphane Peterhansel                                 | Édouard Boulanger                                    | Audi RSQ e-tron                                      | Sam Sunderland                                       | Gas Gas 450 Rally Factory Replica                    |
| 2023  | Yazeed Al-Rajhi                                      | Timo Gottschalk                                      | Toyota Hilux Overdrive                               | Adrien van Beveren                                   | Honda CRF 450 Rally                                  |
| 2024  | Nasser al-Attiyah                                    | Édouard Boulanger                                    | Prodrive Hunter                                      | Aaron Mare                                           | Hero 450 Rally                                       |
| 2025  | Nasser Al-Attiyah                                    | Édouard Boulanger                                    | Dacia Sandrider                                      | Daniel Sanders                                       | KTM 450 Rally Factory                                |

## Records
Au 3 mars 2023

### Participants les plus titrés
| # | Palmarès Auto         | Palmarès Auto | Palmarès Auto                            |
| # | Nom                   | Titres        | Éditions                                 |
| - | --------------------- | ------------- | ---------------------------------------- |
| 1 | Jean-Louis Schlesser  | 7             | 1994, 1995, 1998, 1999, 2000, 2001, 2012 |
| 1 | Stéphane Peterhansel  | 7             | 2002, 2003, 2005, 2007, 2011, 2019, 2022 |
| 3 | Nasser Al-Attiyah     | 3             | 2008, 2016, 2021                         |
| 4 | Mohammed Mattar       | 2             | 1991, 1992                               |
| 4 | Vladimir Vasilyev     | 2             | 2014, 2015                               |
| 6 | Saeed Al-Hajri        | 1             | 1993                                     |
| 6 | Bruno Saby            | 1             | 1996                                     |
| 6 | Ari Vatanen           | 1             | 1997                                     |
| 6 | Hiroshi Masuoka       | 1             | 2004                                     |
| 6 | Luc Alphand           | 1             | 2006                                     |
| 6 | Guerlain Chicherit    | 1             | 2009                                     |
| 6 | Leonid Novitskiy      | 1             | 2010                                     |
| 6 | Nani Roma             | 1             | 2013                                     |
| 6 | Sh. Khalid Al Qassimi | 1             | 2017                                     |
| 6 | Martin Prokop         | 1             | 2018                                     |
| 6 | Yazeed Al-Rajhi       | 1             | 2023                                     |

| # | Palmarès Moto        | Palmarès Moto | Palmarès Moto                                  |
| # | Nom                  | Titres        | Éditions                                       |
| - | -------------------- | ------------- | ---------------------------------------------- |
| 1 | Marc Coma            | 8             | 2006, 2007, 2009, 2010, 2011, 2012, 2013, 2015 |
| 2 | Cyril Despres        | 5             | 2001, 2002, 2003, 2005, 2008                   |
| 3 | Sam Sunderland       | 3             | 2017, 2019, 2022                               |
| 4 | Stéphane Peterhansel | 2             | 1996, 1997                                     |
| 4 | Heinz Kinigadner     | 2             | 1995, 1998                                     |
| 6 | Fabrizio Meoni       | 1             | 1999                                           |
| 6 | Jimmy Lewis          | 1             | 2000                                           |
| 6 | Isidre Esteve Pujol  | 1             | 2004                                           |
| 6 | Paulo Gonçalves      | 1             | 2014                                           |
| 6 | Toby Price           | 1             | 2016                                           |
| 6 | Pablo Quintanilla    | 1             | 2018                                           |
| 6 | Matthias Walkner     | 1             | 2021                                           |
| 6 | Adrien van Beveren   | 1             | 2023                                           |

### Constructeurs les plus titrés
| # | Palmarès Auto  | Palmarès Auto | Palmarès Auto                                        |
| # | Nom            | Titres        | Éditions                                             |
| - | -------------- | ------------- | ---------------------------------------------------- |
| 1 | Mitsubishi     | 9             | 1993, 1996, 1998, 2002, 2003, 2004, 2005, 2006, 2007 |
| 2 | Schlesser ori. | 6             | 1994, 1995, 1999, 2000, 2001, 2012                   |
| 3 | Mini           | 5             | 2011, 2013, 2014, 2015, 2019                         |
| 4 | BMW            | 3             | 2008, 2009, 2010                                     |
| 4 | Toyota         | 3             | 2016, 2021, 2023                                     |
| 6 | Land Rover     | 2             | 1991, 1992                                           |
| 7 | Citroën        | 1             | 1997                                                 |
| 7 | Peugeot        | 1             | 2017                                                 |
| 7 | Ford           | 1             | 2018                                                 |
| 7 | Audi           | 1             | 2022                                                 |

| # | Palmarès Moto | Palmarès Moto | Palmarès Moto |
| # | Nom           | Titres        | Éditions |
| - | ------------- | ------------- | --- |
| 1 | KTM           | 21            | 1995, 1998, 1999, 2001, 2002, 2003, 2004, 2005, 2006, 2007, 2008, 2009, 2010, 2011, 2012, 2013, 2015, 2016, 2017, 2019, 2021 |
| 2 | Yamaha        | 2             | 1996, 1997 |
| 2 | Honda         | 2             | 2014, 2023 |
| 4 | BMW           | 1             | 2000 |
| 4 | Husqvarna     | 1             | 2018 |
| 4 | Gas Gas       | 1             | 2022 |